# Moulin de Wandsworth Common
Le moulin à vent de Wandsworth Common est un moulin classé au grade II situé à Wandsworth Common, dans le district londonien de Wandsworth, à Londres. 

## Histoire
Le moulin à vent Wandsworth Common a été construit en 1837 pour évacuer l’eau de la tranchée de la ligne de chemin de fer London and Southampton Railway (en). L'eau était pompée vers un lac d'ornement du Wandsworth Common connu sous le nom de Black Sea, creusé par M. Wilson. Le moulin fonctionnait vers 1870 mais le lac Black Sea a été drainé et rempli vers 1884. Le moulin ayant alors perdu sa raison d'être, son activité a cessé et ses ailes ont été enlevées. 

## Description
Le moulin à vent commun de Wandsworth est un petit moulin hexagonal construit en bois sur une base de brique basse. Il avait quatre ailes. L'édifice se dresse aujourd'hui, avec une toiture reconstituée, remplaçant le toit pyramidal qu’il portait dans les années 1960. 